# Гексод
Гексо́д — електронна лампа з шістьма електродами: катодом, анодом і чотирма сітками.
Поява в лампі четвертої сітки викликана тим, що у пентодів з окремим виводом третьої (антидинатронної) сітки — у випадку використання його як лампи з подвійним керуванням — ця третя сітка перестала виконувати свою основну функцію — перешкоджати виникненню струму вторинних електронів.
Тому в нових шестиелектродних лампах, названих гексод, третя від катода сітка використовувалася для подвійного керування анодним струмом, а додаткова четверта, найближча до анода, стала антидинатронною. Ніяких інших додаткових переваг введення четвертої сітки не давало, а електричні характеристики гексодів мало відрізнялися від характеристик пентодів.
А оскільки в ті роки, коли з'явилися гексоди, схеми з подвійним керуванням лампою в радіоприймальній і передавальній апаратурі мали дуже обмежене застосування, то й попит на гексоди виявився незначним. Як наслідок, за всі роки розвитку та вдосконалення лампової техніки в усьому світі розроблено та випущено всього кілька типів «чистих» (тобто не комбінованих) ламп з чотирма сітками — гексодів.
Довоєнна німецька лампа гексод типу АН-1 — чотиривольтової підігрівної серії з крутістю S = 1,8 мА/В, Ri = 2 мОм і прохідною ємністю 0,06 пФ. Всі чотири сітки цього гексода мають самостійні незалежні виводи.
Радянською електронною промисловістю «чисті» гексоди так і не було освоєно в масовому виробництві, а з комбінованих тріод-гексодів можна назвати лише лампу 6И2П. Втім, і серед комбінованих ламп західноєвропейського виробництва згадується лише один тип тріод-гексодів — німецька пальчикова дев'ятиштиркова лампа типу ECH-80, повний аналог лампи 6И2П.